# Децим Силан
Децим Силан (на латински: Decimus Silanus; fl. 146 пр.н.е.) e римски писател от знатна фамилия от 2 век пр.н.е., експерт по пунически език (или картагенски език) и литература.
След изгарянето на картагенската библиотека през 146 пр.н.е., той ръководи по нареждане на Сената превеждането на латински на единственото оцеляло и занесено в Рим произведение от 28 книги по селско стопанство на картагенския писател Магон.
На гръцки произведението е преведено през този период от Касий Дионисий.
Книгата е изчезнала, цитати от нея се намират в De Agricultura (За земеделието) на Колумела от 1 век.